# Glen of Imaalterriër
De Glen of Imaalterriër is een hondenras dat afkomstig is uit het graafschap Wicklow, met name uit de Glen of Imaal-vallei in de westelijke Wicklow Mountains in Ierland. Hij werd gefokt voor meerdere doeleinden zoals voor de jacht op dassen en als ongediertebestrijder, maar hij is nu ook geschikt als gezinshond. Het of in de naam is het Engelse woordje of ("afkomstig van"); glen betekent vallei of dal.

## Aard
De Glen of Imaal terriër werd in Ierland door de boeren gebruikt onder andere om op dassen te jagen. Ze moesten snel en geruisloos de holen in en zijn daardoor erg flexibel. Ze werden ook gebruikt om ongedierte op het erf te bestrijden zoals ratten en muizen en hebben dan ook een jachtinstinct. Door hun oorsprong hebben ze sterke kaken met een flink gebit.
Tegenwoordig wordt de Glen als huishond gefokt. Maar er kan ook mee gespeurd worden en soms wordt er ook meegedaan aan agility.

## Uiterlijk
De ideale hoogte van de schouder mag maximaal 35,5 centimeter bedragen, desondanks is het een vrij robuuste hond, die wel 16 kilogram kan wegen.
De vacht van de Glen of Imaalterriër bestaat uit een harde, ruwharige bovenvacht. De haren zijn middellang, met een zachte, dichte ondervacht. De kleuren kunnen variëren van tarwekleurig: wheaten, waarbij er ook een roodkleurige vacht kan doorschemeren, tot brindle: dit kan licht of donkergrijs zijn. De vacht wordt tweemaal per jaar handmatig geplukt en heeft daarnaast niet veel aandacht nodig, naast een wekelijkse kambeurt. De vacht valt vrijwel niet uit.

## Karakter
De Glen of Imaalterriër is een intelligente, aanhankelijke, trouwe en moedige hond, maar ook speels en eigenwijs. In huis is hij vrij rustig en blaft zelden, behalve bij onraad, dan laat hij duidelijk van zich horen, en als hij enthousiast is.

Hij is vriendelijk tegenover andere honden, mits hij goed gesocialiseerd is. De ‘Glen’ kan goed met andere huisdieren - zelfs katten - overweg als hij daar van jongs af aan vertrouwd mee is geraakt. Hij gaat ook goed met kinderen om. Mensen die op bezoek komen worden vriendelijk begroet.

## Foto's

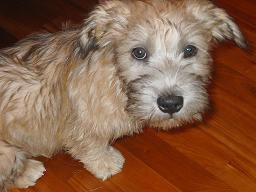
Tarwekleurige pup
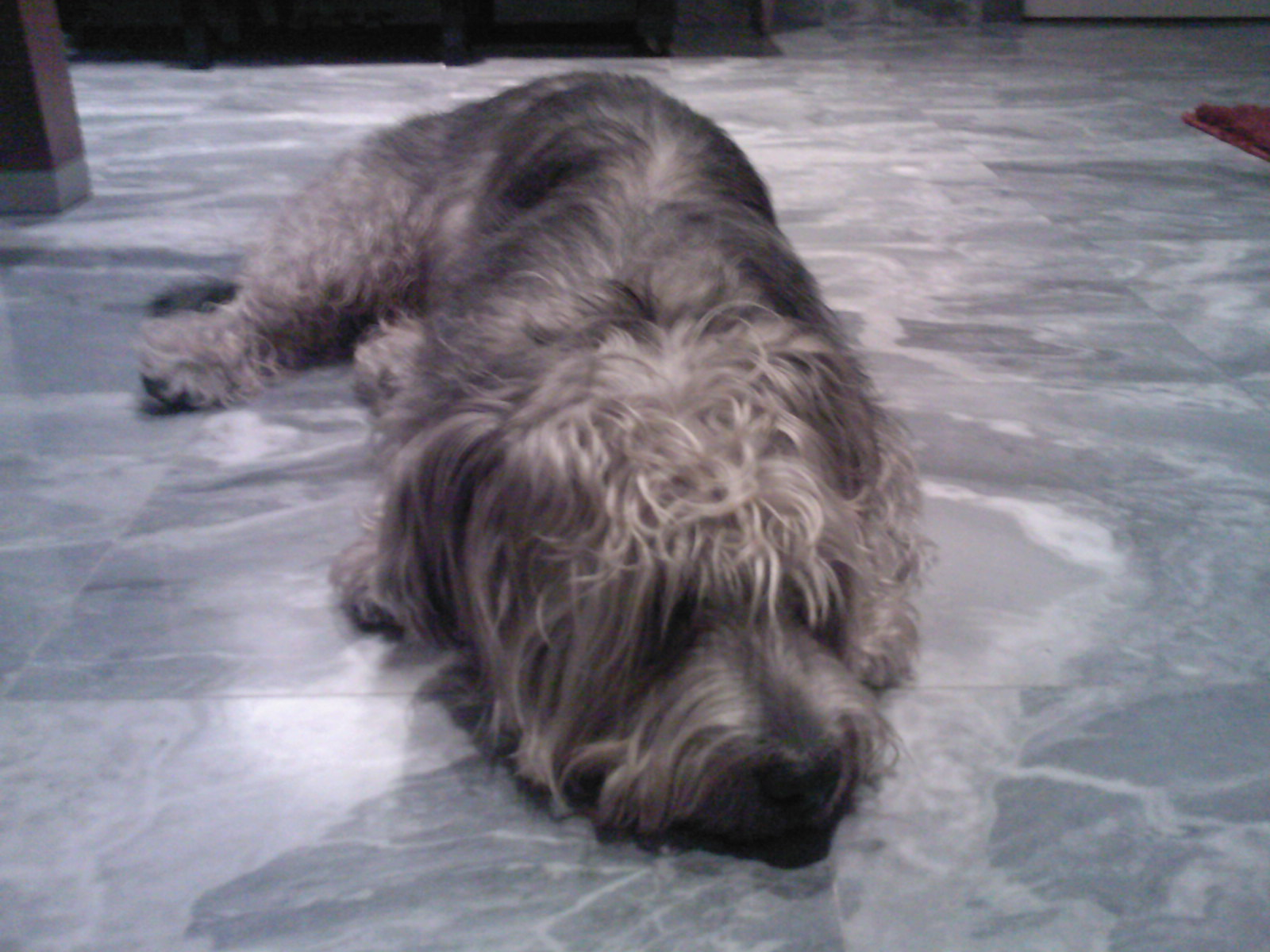
Volwassen grijze
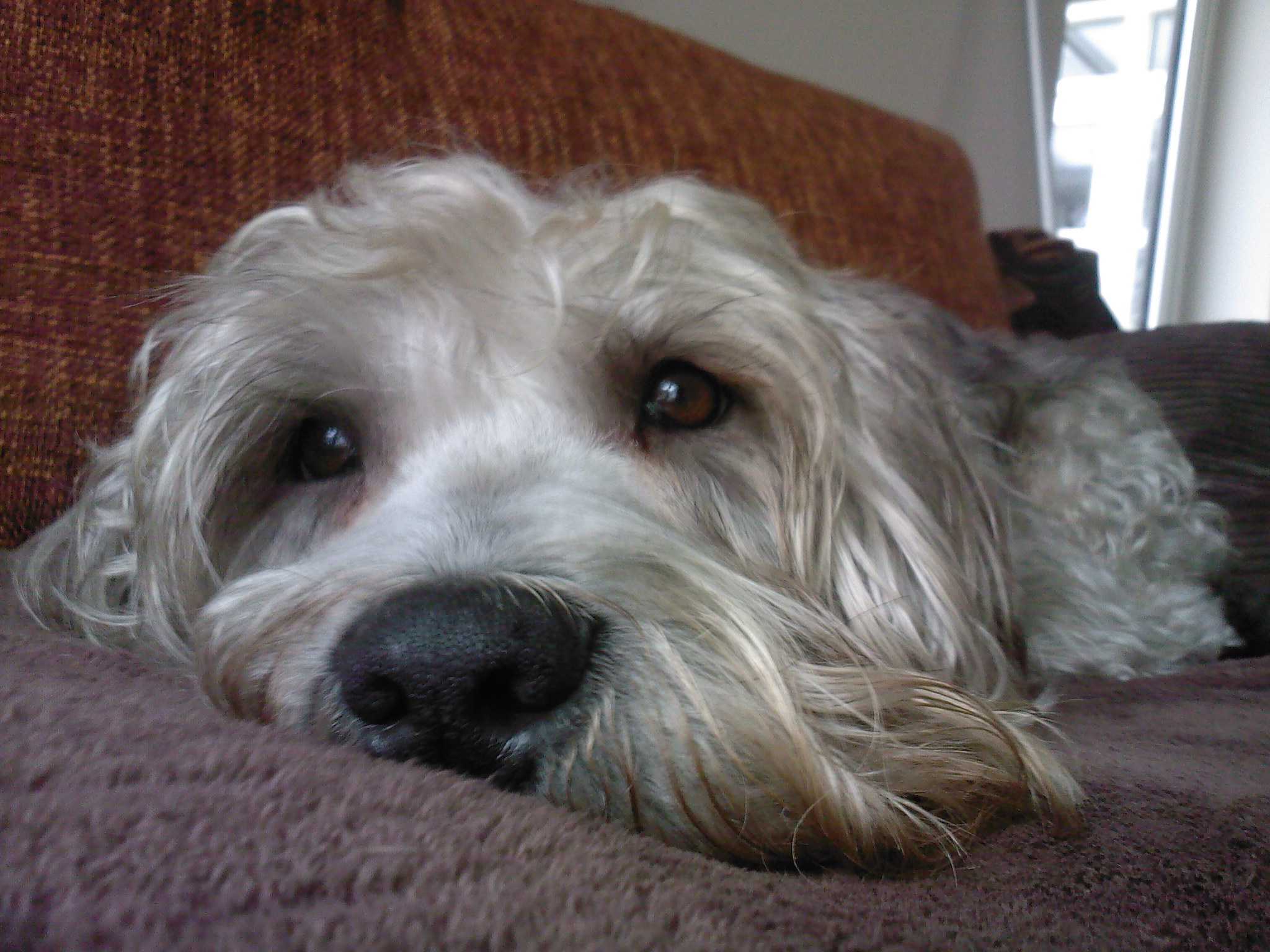
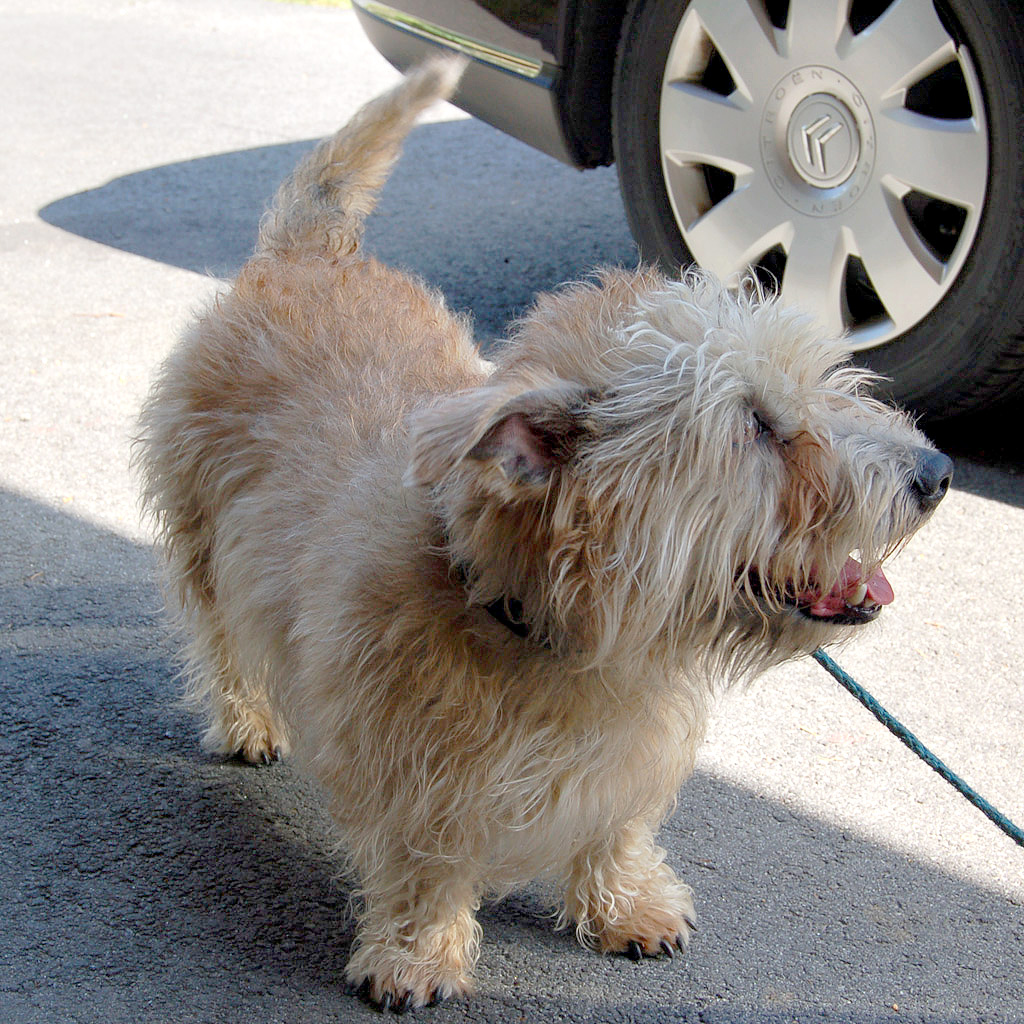
Wheaten Glen of Imaal terriër

Airedaleterriër ·
Amerikaanse staffordshireterriër ·
Australische silkyterriër ·
Australische terriër ·
Bedlingtonterriër ·
Borderterriër ·
Braziliaanse terriër ·
Bulterriër ·
Cairnterriër ·
Ceskyterriër ·
Dandie Dinmont-terriër ·
Duitse jachtterriër ·
Engelse toyterriër ·
Foxterriër ·
Glen of Imaalterriër ·
Ierse terriër ·
Irish soft-coated wheaten terrier ·
Jackrussellterriër ·
Japanse terriër ·
Kerry blue-terriër ·
Lakelandterriër ·
Manchesterterriër ·
Miniatuur Bulterriër ·
Norfolkterriër ·
Norwichterriër ·
Parson Russell-terriër ·
Schotse terriër ·
Sealyhamterriër ·
Skyeterriër ·
Staffordshire-bulterriër ·
Welsh terriër ·
West Highland white terrier ·
Yorkshireterriër